# NGC 6117
NGC 6117 este o radiogalaxie situată în constelația Coroana Boreală. A fost descoperită în 5 iulie 1864 de către Albert Marth.